# Paul Manafort
Paul John Manafort Jr. (New Britain, Connecticut, 1 d'abril de 1949) és un consultor polític, lobbyista i advocat estatunidenc. Aquest antic assessor de les campanyes presidencials dels candidats republicans Gerald Ford, Ronald Reagan, George H. W. Bush i Bob Dole, va desenvolupar un paper important durant la campanya presidencial de Donald Trump a partir del mes de març de 2016. Fou acusat d'ençà del 2017 de declaracions financeres i fiscals falses per mor de la seva implicació amb al govern prorus de Viktor Ianukóvitx a Ucraïna abans del seu enderrocament el 2014.
L'agost de 2018, va ser condemnat per vuit càrrecs de frau fiscal i bancari. Posteriorment, Manafort es va declarar culpable de dos càrrecs de conspiració per estafar als Estats Units i manipulació de testimonis, mentre va acceptar cooperar amb els fiscals. El 2019, va ser condemnar primer a 47 mesos de presó i després a 43 mesos de presó addicionals. El Comitè d'Intel·ligència del Senat controlat pels republicans va concloure l'agost de 2020 que els llaços de Manafort amb persones relacionades amb la intel·ligència russa mentre era el cap de campanya de Trump "representaven una greu amenaça de contraintel·ligència" en crear oportunitats perquè "els serveis d'intel·ligència russos exerceixin influència i adquireixin informació confidencial sobre la campanya de Trump".
El 13 de maig de 2020, Manafort va ser alliberat a casa seva a causa del riscs lligats al COVID-19. El 23 de desembre de 2020, el president dels Estats Units, Donald Trump, va indultar Manafort.